# Galina Ganeker
Galina Trofimowna Ganeker (ros. Галина Трофимовна Ганекер, ur. 18 kwietnia 1917 w Baku, zm. 7 października 1988) – radziecka lekkoatletka, specjalistka skoku wzwyż, medalistka mistrzostw Europy z 1950.
Zdobyła brązowy medal w skoku wzwyż na mistrzostwach Europy w 1950 w Brukseli, uzyskując ten sam rezultat (1,63 m), co pozostałe medalistki Sheila Lerwill i Dorothy Tyler z Wielkiej Brytanii. Zajęła 11. miejsce na igrzyskach olimpijskich w 1952 w Helsinkach.
Była mistrzynią ZSRR w skoku wzwyż w latach 1939, 1940, 1943, 1944, 1945 i 1948, wicemistrzynią w 1936, 1937, 1947, 1949, 1950 i 1951 oraz brązową medalistką w 1952.
W latach 1937–1945 czterokrotnie ustanawiała rekordy ZSRR do wyniku 1,59 m (14 października 1945 w Tbilisi). Jej rekord życiowy wynosił 1,64 m (ustanowiony 11 września 1948 w Charkowie).
W czasie II wojny światowej pracowała jako pielęgniarka. Rozpoznała wówczas ciężko rannego skoczka o tyczce Gawriła Rajewskiego, który utracił pamięć wskutek postrzału w głowę, co pomogło mu ją odzyskać. Rajewski został później znanym trenerem lekkoatletycznym.
Zmarła prawdopodobnie w Leningradzie.